# Luc Dagobert
Pour les articles homonymes, voir Dagobert.
Luc Dagobert, dit « Dagobert de Fontenille, », est un général de la Révolution française, né le 8 mars 1736 au château de La Grande Communière à La Chapelle-en-Juger, près de Saint-Lô (Manche) et mort le 18 avril 1794 à Puigcerdà (ville d'Espagne, à la frontière franco-espagnole).

## Famille
Luc Siméon Auguste Dagobert est un membre de la famille Dagobert, appartenant à la petite noblesse normande. Il est le fils de Jeanne Campain et de Gabriel Dagobert, seigneur de la Bretonnière, officier dans le régiment Colonel-Général dragons.
Luc Dagobert épouse le 8 août 1780 à Cascastel,  Jacquette de Pailhoux de Cascastel, fille de Joseph Gaspard de Pailhoux de Cascastel, conseiller au Conseil souverain du Roussillon et de Jeanne de Caussat de Castelmaure, dont une fille : Jeanne Dagobert, née le 16 juin 1782 et morte le 26 septembre 1838 à Saint-Lô, mariée le 5 septembre 1801 avec Pierre Yver (1768-1826), député de la Manche.

## Carrière militaire

### Sous l'Ancien Régime
Dagobert commence sa carrière militaire comme lieutenant au régiment de Tournaisis le 9 mars 1756 avec lequel il participe aux campagnes d'Allemagne de 1757 à 1762 et de Corse en 1768 et 1769.
Le 18 juin 1768, il devient capitaine commandant la compagnie du lieutenant-colonel. Titulaire d’une compagnie le 31 janvier 1774, il passe par incorporation au régiment Royal-Italien le 29 juin 1775. Il est ensuite capitaine commandant le 6 juin 1776, major le 17 mai 1787, major du bataillon de chasseurs royaux du Dauphiné le 1er mai 1788.

### Période révolutionnaire
Rallié à la Révolution française, Dagobert devient lieutenant-colonel le 1er janvier 1791, colonel du 51e d’infanterie le 27 mai 1792, maréchal de camp provisoire et commandant  l’avant-garde de l’armée du Var le 12 octobre 1792 puis la 1re division de l'armée d'Italie le 1er novembre 1792. Confirmé dans son grade et toujours employé à l’armée d’Italie le 8 mars 1793, il est affecté à l’armée des Pyrénées orientales le 10 mai 1793. Le 15 mai 1793, il est nommé général de division. Commandant des troupes cantonnées depuis Olette jusqu’à la Garonne le 7 août 1793, il devient général en chef provisoire de l’armée des Pyrénées orientales le 13 septembre 1793. Il cesse ces fonctions le 29 du même mois, puis est suspendu par les représentants le 17 novembre 1793. Réintégré et employé à l’armée des Pyrénées orientales le 2 février 1794, il est nommé commandant de la division de Cerdagne le 29 mars.
Dagobert meurt, de maladie, peu après à Puigcerdà, bourg espagnol situé à la frontière française, le 18 avril en revenant des combats de Bellver et d'Urgell. Il ne laissa pour héritage que les exemples de sa valeur et du désintéressement le plus rare. Sa pauvreté était telle que les officiers se cotisèrent pour payer les frais de ses funérailles.
Il est plus tard inhumé au cimetière Saint-Martin de Perpignan sous une pyramide en compagnie du général Dugommier, général en chef de l'armée des Pyrénées orientales au moment de la mort de Dagobert et qui est lui-même tombé sept mois après Dagobert à la bataille de la Sierra Negra.

## Hommages

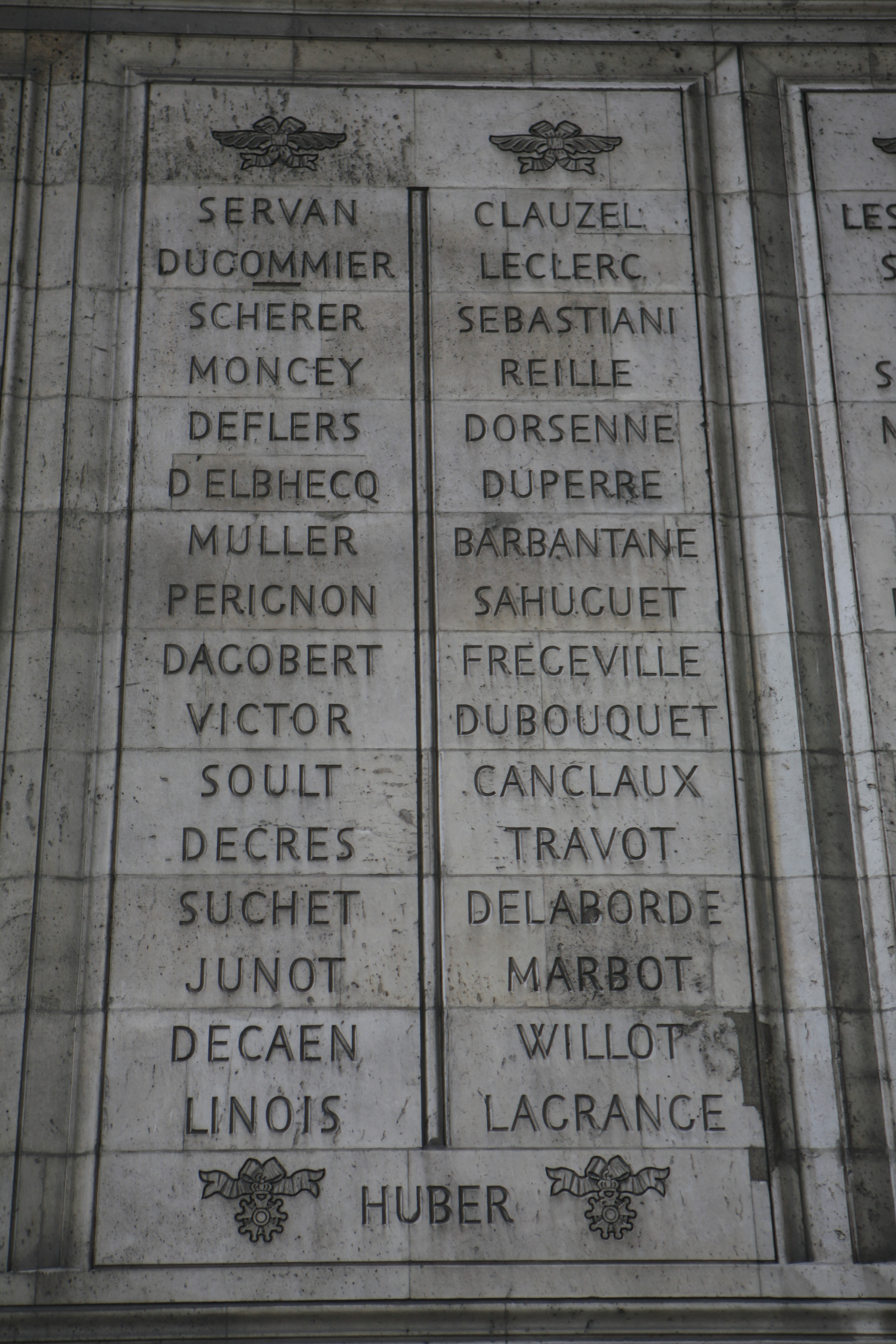
Nom du général Dagobert gravé sous l'arc de triomphe de l'Étoile : pilier ouest, 33e et.

- La Convention décréta que le nom du général Dagobert serait inscrit sur la colonne élevée au Panthéon[1].
- Son nom est gravé sous l'arc de triomphe de l'Étoile, sur le pilier ouest, colonne 33 (voir l'illustration ci-contre, colonne de gauche entre les noms de Pérignon et Victor).
- Un monument a été élevé en l'honneur du général Dagobert à Mont-Louis dans les Pyrénées-Orientales, place de la République, devant l'église ; par ailleurs, à quelques mètres derrière l'église, une rue porte son nom : la rue Dagobert[4].
- Une rue de Perpignan porte également son nom : la rue Luc-Dagobert[5].
- D'autres villes des Pyrénées-Orientales ont aussi une rue à son nom, comme Thuir[6] ou Collioure[a].